# ドゥブロヴィツャ (リウネ州)
ドゥブロヴィツャ（ウクライナ語: Дубровиця）は、ウクライナ・リウネ州の市である。また、ドゥブロヴィツャ地区(ru)の行政中心地である。
史料上の初出は1005年であり、12世紀末から14世紀初頭にかけてはドゥブロヴィツァ公国の首都だった。1940年より市制が敷かれている。

## 地理
市はホルィニ川に面し、ロヴノから約120km、キエフから約390kmの位置にある。